# Her Black Wings
Her Black Wings – singel promujący album Danzig II: Lucifuge amerykańskiego zespołu muzycznego Danzig. Wydany w czerwcu 1990 roku.

## Utwory
1. "Her Black Wings" – 4:48

## Twórcy
- Glenn Danzig – śpiew
- Eerie Von – gitara basowa
- John Christ – gitara
- Chuck Biscuits – perkusja
- Rick Rubin – produkcja

## Wideografia
- "Her Black Wings" – Vincent Giordano, Glenn Danzig, 1990